# Shori Hamada

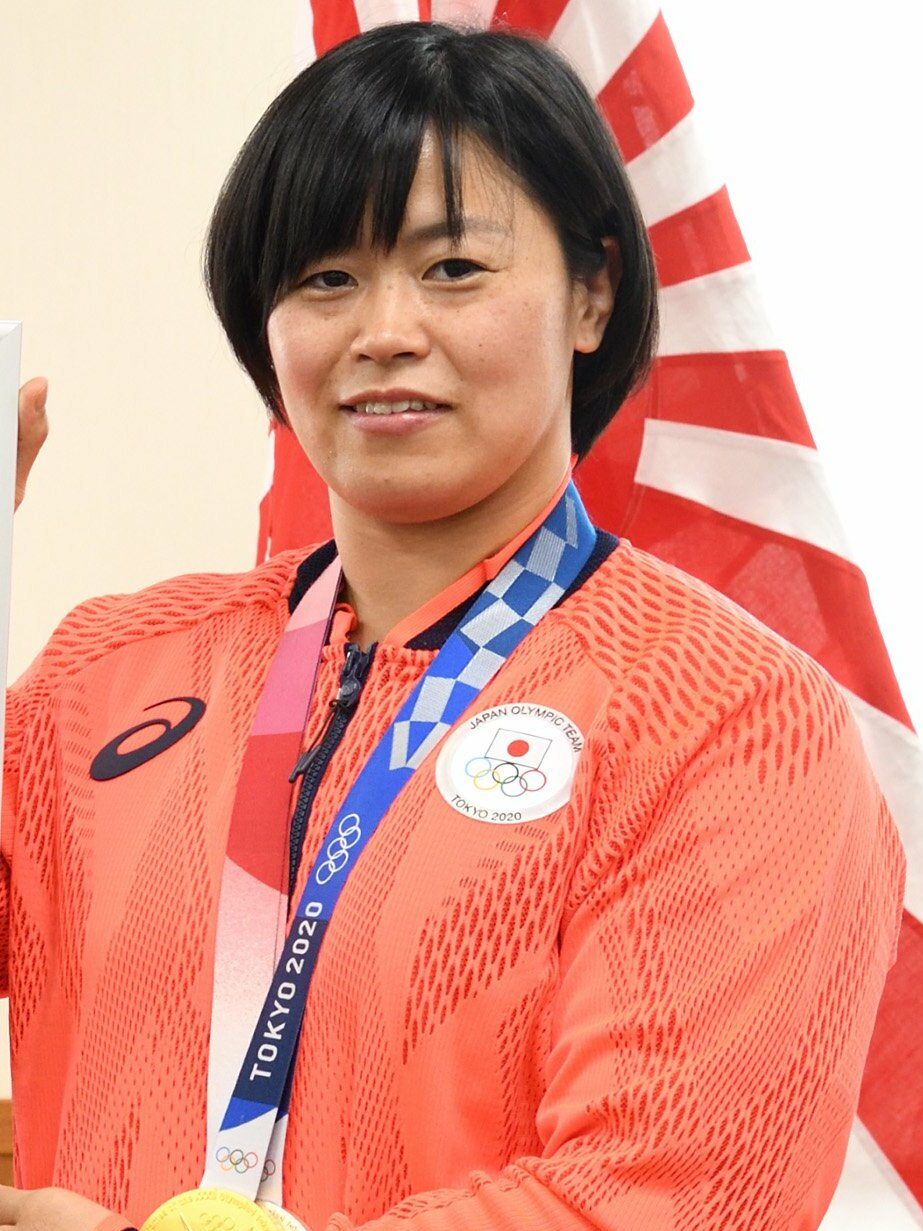
Shori Hamada, 2021

Shori Hamada (jap. 濱田尚里 Hamada Shori; * 25. September 1990 in Kirishima) ist eine japanische Judoka. Sie war 2018 Weltmeisterin, 2019 war sie Weltmeisterschaftszweite. 2021 gewann sie die olympische Goldmedaille.

## Sportliche Karriere
Shori Hamada kämpft im Halbschwergewicht, der Gewichtsklasse bis 78 Kilogramm. 2011 war sie Fünfte der Universiade in Shenzhen und sicherte sich im Teambewerb die Goldmedaille. 2014 siegte sie bei den Sambo-Weltmeisterschaften. Ende 2014 belegte Shori Hamada den dritten Platz beim Grand-Slam-Turnier in Tokio. 2015 siegte sie bei den japanischen Meisterschaften. Beim Grand-Slam-Turnier in Tjumen 2015 erreichte sie den dritten Platz.
2017 verlor sie im Finale der japanischen Meisterschaften gegen Mami Umeki. Zwei Monate später gewann sie den Titel bei den Asienmeisterschaften in Hongkong durch einen Finalsieg über die Chinesin Ma Zhenzhao. Ende 2017 bezwang sie im Finale des Grand-Slam-Turniers in Tokio die Niederländerin Guusje Steenhuis. Anfang 2018 war sie Dritte beim Grand-Slam-Turnier in Paris. Im Finale der japanischen Meisterschaften unterlag sie Riki Takayama. Im Viertelfinale der Weltmeisterschaften 2018 in Baku gewann Shori Hamada gegen die Slowenin Klara Apotekar, nach ihrem Halbfinalsieg über die Niederländerin Marhinde Verkerk bezwang sie im Finale Guusje Steenhuis. Ende 2018 belegte sie den dritten Platz beim Grand-Slam-Turnier in Osaka nach einer Halbfinalniederlage gegen Mami Umeki.
2019 siegte Hamada bei den japanischen Meisterschaften. Beim Grand Slam in Baku erreichte sie den dritten Platz, nachdem sie im Viertelfinale gegen die Französin Madeleine Malonga verloren hatte. Bei den Weltmeisterschaften 2019 in Tokio bezwang sie im Viertelfinale die Portugiesin Patrícia Sampaio und im Halbfinale Klara Apotekar. Das Finale verlor sie gegen Madeleine Malonga. 2020 gewann Hamada das Grand-Slam-Turnier in Düsseldorf.
Nach der Zwangspause wegen der COVID-19-Pandemie siegte Hamada 2021 beim Grand-Slam-Turnier in Antalya. Bei den Olympischen Spielen in Tokio besiegte sie im Viertelfinale die Russin Alexandra Babinzewa und im Halbfinale die Deutsche Anna-Maria Wagner. Im Finale kämpfte sie gegen Madeleine Malonga und gewann die olympische Goldmedaille.